# Lyctus parallelocollis
Lyctus parallelocollis là một loài bọ cánh cứng trong họ Bostrichidae. Loài này được Blackburn miêu tả khoa học năm 1888.